# Alfonso di Ercole II d'Este
Alfonso II d'Este (n. 22 noiembrie 1533, Ferrara, Statele Papale – d. 27 octombrie 1597, Ferrara, Statele Papale) a fost Duce de Ferrara din 1559 până în 1597.  A fost membru al Casei de Este.

## Biografie
A fost fiul cel mare al lui Ercole II d'Este și al Renatei de Franța, fiica regelui Ludovic al XII-lea al Franței și a Annei de Bretania.
Ca tânăr a luptat în serviciul regelui Henric al II-lea al Franței, luptând împotriva habsburgilor. Curând după ascensiunea sa la tron, a fost obligat de papa Pius al IV-lea să o trimită înapoi în Franța pe mama sa, din cauza credinței ei calviniste. 
În 1583 s-a aliat cu împăratul Rudolf al II-lea în război împotriva turcilor, în Ungaria.

## Căsătorii
Alfonso s-a căsătorit de trei ori:
- La 3 iulie 1558, Alfonso s-a căsătorit cu Lucrezia di Cosimo de' Medici, o fiică a lui Cosimo I de' Medici, Mare Duce de Toscana și a Eleonorei di Toledo. Ea a murit doi ani mai târziu.
- La 5 decembrie 1565, Alfonso s-a căsătorit cu Barbara de Austria (1539-1572), a opta fiică a împăratului Ferdinand I și a Annei de Boemia și Ungaria.
- La 24 februarie 1579, Alfonso s-a căsătorit cu Margherita Gonzaga (1564-1618). Ea a fost fiica cea mare a lui William I, Duce de Mantua și a Eleonorei de Austria. Margherita a fost nepoata celei de-a doua soții, Barbara.

Nu a avut copii.